# Association des hautes juridictions de cassation des pays ayant en partage l'usage du français
 (janvier 2024).
Si vous disposez d'ouvrages ou d'articles de référence ou si vous connaissez des sites web de qualité traitant du thème abordé ici, merci de compléter l'article en donnant les références utiles à sa vérifiabilité et en les liant à la section « Notes et références ».
L'Association des hautes juridictions de cassation des pays ayant en partage l'usage du français (AHJUCAF) est une organisation créée en 2001, regroupant les cours suprêmes et les cours de cassation de 47 États ou territoires francophones.
Elle a pour objectifs de :
- favoriser l'entraide, la coopération et les échanges d'idées et d'expériences entre les institutions judiciaires membres sur les questions relevant de leur compétence ;
- promouvoir le rôle des hautes juridictions dans la consolidation de l'État de droit, le renforcement de la sécurité juridique, la régulation des décisions judiciaires et l'harmonisation du droit dans l'espace francophone.

Le siège de l'association est situé à Paris.

## Moyens d’action
Pour accomplir ses missions, l’AHJUCAF met en œuvre plusieurs moyens : 
- organiser une coopération en matière de formation et d'assistance technique entre les institutions judiciaires membres ; favoriser la communication, les échanges et les visites ; réaliser ou faire réaliser des études ;
- organiser des congrès thématiques facilitant les échanges d'informations et les contacts entre les membres ;
- diffuser, notamment via un réseau de communication et un site Internet, des informations sur l'organisation, le fonctionnement et la jurisprudence des juridictions membres ;
- publier des bulletins, revues ou en lien avec ses objectifs.

## Membres
Quarante-sept cours suprêmes sont actuellement représentées au sein de l'AHJUCAF.

## Base de données de jurisprudence francophone
JURICAF est une base de données francophone de jurisprudences en accès libre. 

## Organisation

### Congrès et assemblées générales
Les congrès de l'AHJUCAF se sont tenus aux dates et lieux suivants :
- Assemblée constitutive : Paris, 15-16 mai 2001
- Ier assemblée générale : Marrakech (Maroc), 17-19 mai 2004 – Le Juge de cassation au l’aube du XXIe siècle
- IIe assemblée générale : Dakar (Sénégal), 7-8 novembre 2007 – L'Indépendance de la justice.
- IIIe assemblée générale : Ottawa (Canada), 21 et 22 juin 2010 – Internationalisation du droit, internationalisation de la justice
- IVe assemblée générale : Beyrouth (Liban), 13-15 mars 2013 – Une déontologie pour les juges
- Ve assemblée générale : Cotonou (Bénin), 30-1er juin 2016 – Le filtrage des recours devant les Cours suprêmes
- VIe assemblée générale : Beyrouth (Liban), 13-14 juin 2019 – Diffuser la jurisprudence des Cours suprêmes judiciaires au temps d'internet
- VIIe assemblée générale : Cotonou (Bénin), 30-2 juillet 2022 – La motivation des décisions des Cours suprêmes judiciaires

### Séminaires et colloques
- Réunion constitutive du comité sur l'environnement – Porto-Novo (Bénin), 26-27 juin 2008
- Manifestations pour la promotion des droits de l'enfant – Hanoï (Vietnam), 26-27 août 2009 ; Budapest (Hongrie), 8-9 octobre 2009
- Colloque « Justice et État de droit » – Dakar (Sénégal), 17-18 novembre 2014
- Séminaire sur la lutte contre le terrorisme au Sahel – Niamey (Niger), 23-24 mai 2017
- Colloque sur l'indépendance des hautes juridictions et l'autonomie budgétaire – Bruxelles (Belgique), 9-10 octobre 2017
- Séminaire régional sur la diffusion de la jurisprudence – Cotonou (Bénin), 22-23 mars 2019
- Séminaire régional des correspondants AHJUCAF – Dakar (Sénégal), 28-29 juillet 2021
- Séminaire sur l'histoire des cours suprêmes – Rabat (Maroc), 16-17 mars 2023